# كيرينيوس
كيرينيوس الحاكم الروماني على ولاية سوريا الرومانية، أصبح واليًا. وقد ذكر في إنجيل لوقا بشكل عرضي.